# 科學種族主義
科學種族主義（Scientific racism），又称生物种族主义（biological racism）是一种伪科学的信念，即有人认为有证据可以支持或证明种族主义（种族歧视）、种族劣根性和种族优越性。在历史上，科学种族主义曾通过科学界获得过一定的可信度，但现在已不被科学界所认同。把人类划分为生物学上不同的群体有时被其支持者称为人种主义（racialism）、种族现实主义（race realism）或种族科学（race science）。现代科学界共识驳斥了该观点，认为该观点和现代基因学的研究结果不符。:360